# 鈴木先生
『鈴木先生』（すずきせんせい）は、武富健治による日本の漫画作品。『漫画アクション』（双葉社）で2005年13号（6月7日号）から2011年2号（1月18日号）まで不定期で連載していた。単行本は全11巻が刊行されている。2007年、第11回文化庁メディア芸術祭マンガ部門優秀賞を受賞。その後2011年9号（5月8日号）から2012年21号（11月6日号）まで、過去を舞台とした『鈴木先生外典』（すずきせんせいがいてん）が不定期連載された。
2011年、テレビ東京にてドラマ化された。そのドラマ作品が高い評価を受け、さらにその劇場版である映画が2013年に公開された。詳細はテレビドラマと映画を参照。

## ストーリー
中学校の教師である鈴木'は、『ごく普通』の生徒たちの心の問題に向き合うことを自身の教育方針として、自分の受け持つクラスや教え子たちの周りで起こる些細な、ときに重大な事件の数々を誠実に、情熱的に対応している。しかし、その一方では教え子の一人である小川蘇美に対する歪んだ欲望や交際相手である麻美との関係など、自身の心の問題にもひたすら悩む日々を送っている。そうした鈴木の内面を饒舌にかつ克明に描写していく。

## 登場人物

### 主要人物
鈴木 先生（すずき）
本作の主人公。2-Aの担任で担当教科は国語。図書委員会の顧問。メガネとループタイがトレードマーク。途中で恋人の麻美とできちゃった結婚する。
大学卒業後は3年間プータローをしていたが、その間に教師になって起こりそうな問題の解決方法を自分なりに考えていた。そのおかげで問題処理能力は高く、校長先生からの信頼も厚い。プータロー中、演劇団体に所属していた事があり、文化祭での学園演劇指導は本格的である。
生徒からの人気が高く、『＠人気投票』中のアンケートではベスト部門で堂々1位に選ばれた。しかし、人気の裏返しか、ワースト部門3位でもある。
2年次のクラス替えで、優等生として名高い小川蘇美を獲得した。この中学校のクラス替えは、担任間のジャンケンで行われ、慣例では、1人目の生徒は同性の生徒から選ぶものだが、真っ先に彼女を選んでいる。独特の雰囲気を持つ彼女を理想の教室をつくる上でのファクターに据えたいという思いからである。「問題児」にかかりきりで「普通の子」をないがしろにする学校教育に疑問を抱き、『「普通の子」の心を摩耗させて教室内のバランスを保たせること』を避けるよう務めている。
その一方、小川を異性として意識し、性的な妄想をしてしまうなど、ロリコン気味なところがあった（今までにいた彼女は同世代の女性だけで、小川以外の生徒に欲情する事はないため、真性ロリコンというわけではない）が、彼女を「女性」としてではなく「カミサマ」として偶像化する事によって邪な思いを乗り越え、その悪癖を克服した。
私生活では、春休みの合コンで知り合った麻美とつき合い、彼女の妊娠を機に入籍・同居している。落ち込んだときには彼女に相談し、考えの整理や精神状態の立て直しを図っている。
性のあり方について独自の考えを持っており、保健の授業での生徒への避妊方法の教え方に疑問を持っている。
愛煙家であるが小川を除く他の生徒の前では一切喫煙しない。
【鈴木先生30の技リスト】
- 聞いてしまったことを、聞いていないかのように、一旦、記憶から外しておく能力『＠家庭訪問』
- 10数える間に、完全に気合いを復活させる術 『＠鈴木裁判』

小川 蘇美（おがわ そみ）
2-Aの生徒で本作のヒロイン。古典的な美少女でクールビューティーなのに煙草を吹かす程の愛煙家である裏の顔をもっている。他者に惑わされず、しっかりと自分の意見を言える優等生であり、先生たちからの評判も良い。その反面、「暗いわけじゃないけど子供らしくなくてやりにくい」と関先生にいわれていた。周囲に同調せず自分の意見を貫くところから、冷たいと評され敬遠される事もあった。本人もその事は自覚しており、よりよい自分に変わっていくために「いいなと思ってもらえる中学生」を目指して努力を重ね、少しずつ社交性に磨きをかけていく。
本編開始の一年前に、関先生が担任していた1-Aに転入してきた。以前の学校が荒れていた影響で、当初は周囲に対して心を閉ざす傾向があったが、意識的に少しずつそんな態度を変容させている。転校当初は髪の手入れがあまり行き届いていない、少し野性味のある外見だった。クラスメイトの5人をはじめ、多くの男子生徒や、担任の鈴木先生からも好意を抱かれている。鈴木先生いわく「カミサマ」。
小学校1年生の頃、当時中学生だった続木先生と同じ空手道場に通っていた。続木先生によると、小1の女の子にしては鋭い突きを繰り出し、当時はもう少しボワッとした髪型をしていたらしい。現在では空手は続けていないが、腕はいまだに確かなものである。酢豚が好物。家族構成は両親と5歳の弟だが、誰とも似ておらず、養子説が疑われるほど。隔世遺伝で祖母に似ている。学校での優等生然とした態度とは裏腹に、両親の事を「父ちゃん」「母ちゃん」と呼んでいる。
秦 麻美（はた あさみ）
おしとやかな女性で、鈴木先生の恋人。後に妻となる。結婚前はOLをしていた。年齢は鈴木先生の1つ下で、兄弟に妹・麻乃と弟・義人がおり、どちらも既婚。
彼女の友人が山崎先生と高校の同級生で、春休みに行われた合コンに参加して以降、鈴木先生と付き合うようになる。3年前に鈴木先生とちょっといい関係だった関先生と顔の系統が似ているらしい。
本作『鈴木先生』は彼女との3度目のデートシーンから始まっており、当初はあまり進んでいなかった関係も回を追うごとに親密になっていった。デートの時には、よく鈴木先生から生徒についての相談を持ちかけられており、彼女からの言葉が悩める鈴木先生にとっての癒しになっている。
時々情緒不安定になることがあるようで、単行本第2巻『＠人気投票』以降、デートをすることも電話で話すこともできなくなってしまったが、第3巻『＠恋の嵐』のラストで生霊(?)とともに復活する。生霊を飛ばすほか、鈴木先生の夢の内容を見たり、電球の玉を切ったりするなどの特殊な能力を持っている。島根県出雲市出身で、母方の祖母も同様の能力を持っていた。

### 生徒達

#### 2-Aの生徒

##### 2-Aの男子生徒
出水 正（いづみ ただし）
意思の強そうな目と太い眉が特徴的。優等生で、川野先生いわく「あれだけきちんとした男子は珍しい」。学者である親に厳しくしつけられて育っており、食事マナーなども洗練されている。しかし、そのマナー意識が仇となり、席替えで中村と席が一緒になってから間もない頃に、給食中に「げりみそ」などと汚い言葉を連発して席の近い生徒たちを不快にさせる騒ぎを起こしてしまう。
両親は「経済的に自立するまで結婚してはならない」という考えの持ち主で、共に社会に出てからもきっかけを掴めずなかなか入籍できなかったが、母親が出水を身ごもった事をきっかけにして結婚したという経緯を持つ。
小川蘇美に恋しているクラス内男子5人衆のうちの一人。
映画版では、2-Cの西和哉の生徒会選挙についてのエピソードが移植されている。
駒井（こまい）
下の名前は不明。短髪で、中央部が盛り上がった髪形をしている（リーゼントに近い）。森や浜口と親しい。素朴で目立つ事はあまりないが、理知的な発言を見せる。
紺野（こんの）
下の名前は不明。小川蘇美に恋しているクラス内男子5人衆のうちの一人だったが、のちに中村に恋し、その場で告白するがフラれる。家が近い竹地とは小学校以来の親友にあたる。小川の気を引きたくてトイレに籠っていたことを中村に話してしまい、それに怒った竹地から長靴を履いていることを笑いのネタにされた。学校を休んだ竹地を見舞いに行った際、竹地のアパートから出てきた河辺の姿（乱れた髪にヘアピンを留める）を見て、妖しい雰囲気を感じ取った。わりと惚れっぽく、「＠鈴木裁判」では太田にも興味を持った。
竹地 公彦（たけち きみひこ）
眼鏡を着用している。小川蘇美に恋しているクラス内男子5人衆のうちの一人。クラス委員長で賢いが、自尊心が高く、あまり他人の気持ちを思いやることができない。前回の席替えの際に小川の隣の席になった。
母とは顔がそっくりで、普段は理知的だが激昂しやすい、という性格も母譲り。
『＠恋の嵐』では、中村加奈と口論の末に怪我をさせた一件が遠因でクラス中に醜態を見せてしまい、以降は鈴木先生の勧めもあり学校を休んでいたが、後に復帰。不登校中に励ましをかけてくれた河辺と交際するようになった。
映画版では、山口の文化祭演劇のエピソードも引き継がれている。
藤山（とうやま）
下の名前は不明。小川蘇美に恋しているクラス内男子5人衆のうちの一人。スネ夫と花形満を足して割ったような髪型をしている。小川蘇美を守るため、同志4人と協定を結ぶが、逆上した竹地によって反古にされてしまった。
体格の良い優等生タイプで、出身校である東小学校では5年生の時に児童会副会長を務めていた。6年生の時に不当な経緯で落選したため、中学進学後も長く鬱屈とした思いを抱えていたが、今では回復してきている。
ドラマ版では、2-Cの大谷隆司のバタフライナイフ事件についてのエピソードが移植されており、キャラクターが異なる。
戸塚（とつか）
下の名前は不明。地味な生徒。『＠鈴木裁判』の日に欠席していた。『鈴木先生外典』内の大人になった2-Aの同窓会のエピソードで主役を務めている。
野呂（のろ）
細面で眉毛がつながっている。おとなしく気が弱いが、友人らに対しては明るくおどけた面も見せており、『＠恋の嵐』で逆上した竹地に不満をぶつけるなど、芯は強い。
長谷部（はせべ）
下の名前は不明。教員の長谷部先生とは血縁関係なし。全体的にやや長めの髪型。山口と親しい。
東小学校出身で、藤山や2-Bの西らが抱えている、東小学校時代の児童会選挙問題についての詳細を知っている。
浜口（はまぐち）
下の名前は不明。スネ夫のような髪形をしているお調子者で、しばしば友人の森や本木と共に、議論やクラス会議の途中で茶々を入れている。小学校時代から森と共に阿波踊りの集いに所属しており、『＠夏祭り』で阿波踊りを披露している。
岬 勇気（みさき ゆうき）
大人びた言動をとる。2-A男子の中で唯一、髪が黒色ではなく白く表現されているが、染髪ではなく地毛。天然の茶髪で色白、目の色も薄く、顔立ちは独特だが、どことなく二枚目な雰囲気が漂う。両親が放任主義で、祖母に育てられた。おばあちゃん子だが、一方で性に関して口うるさい祖母への反発心をも抱えていた。
親友である遠野涼介の小学4年生の妹・真名（まな）と1年近く付き合った末に肉体関係を結ぶが、当人の母親に知られたことで大騒ぎになってしまう。小学6年生の時に初めて年上の女性から誘惑されてから、何人もの経験済みの女性と交際してきた経験上、相手が処女であることに強いこだわりを持っており、中学入学後すぐに同年齢で処女であった河辺と付き合うも、長続きしなかった。これらの恋愛経験もあって、自分の性癖に強い羞恥と罪悪感を抱いているが、年齢のわりに大人びて礼儀正しい真名に運命を感じ、彼女とこそ添い遂げたいと願っている。
本木（もとき）
下の名前は不明。坊主頭が特徴。野球部所属で、野球部の先輩である山際を尊敬している。山際の彼女であった河辺彩香に密かな思いを寄せていたが、山際に中村の良さを指摘されたことなどがあり、中村に恋するようになる。
森（もり）
下の名前は不明。長身で運動神経がよく明るくまっすぐな性格。作者曰く「わりとモテ筋」だが、女性関係は特にない。話が進むごとに、徐々に中村加奈に思いを寄せて行くようになった。
小学校時代から、友人の浜口と共に阿波踊りの集いに所属しており、『＠夏祭り』で阿波踊りを披露している。
山口（やまぐち）
下の名前は不明。真面目な性格。文化祭演劇に対して情熱を燃やし、クラス演劇の題材に「ひかりごけ」を推薦し、決定された。
東小学校出身で、藤山や2-Bの西らが抱えている、東小学校時代の児童会選挙問題についての詳細を知っている。
映画版では登場せず、演劇のエピソードに関しては竹地に移植されている。
横関（よこぜき）
下の名前は不明。太めな体格で、あだ名は「ブタ横関」。給食のたびにお替わりをしている大食いだが酢豚だけは苦手である。給食時間に樺山とお替わりを競い合っている。
小川蘇美に恋しているクラス内男子5人衆のうちの一人で、小川本人に告白したが玉砕した。その際に小川に好きな人がいると告げられており、鈴木にだけは打ち明けていたが、後に神田など策略で噂が広まってしまう。
吉井（よしい）
下の名前は不明。おとなしく気が弱いが、言うべきことを率直に述べる芯の強さを持ち合わせる。『＠恋の嵐』では逆上した竹地に不満をあらわにし、「＠鈴木裁判」にて、婚前の性交渉に対して道徳的倫理の側面から批難を見せた。

##### 2-Aの女子生徒
入江 沙季（いりえ さき）
中村加奈の腹心の友。彼女とは前年度の1-C時代からの付き合い。文化祭実行委員。昨年、教育実習に来た続木先生に本気で惚れている。しかし、竹地との一件がきっかけで小川との友情が進展していることに嫉妬したことが原因で、一時期中村と仲違いし、委員会を通して2-Bの神田マリと同性愛的な関係を築くが、神田の苛烈な性格についていけなくなってしまい、最終的には中村と和解する。
太田 ルミ（おおた るみ）
短めの髪を後ろで一つに結んでいる。明朗快活で、外見はもっさりとした感じだが、一部の少し暗い感じの男子生徒たちからの密かな人気がある。
桂 チカ（かつら ちか）
母子家庭に育つ。小菅小夜子とは幼馴染で仲が良い。
樺山 あきら（かばやま あきら）
あだ名は「カバ」で、女子バレー部に所属している。ぽっちゃりした体型。2-A屈指の食いしん坊であり、横関と給食のオカワリを競い合っている。また、給食室前の見本をもらいに来る常連らしい（特に、キナコ揚げパンの時は絶対）。酢豚が大好物で、同じく酢豚好きの小川蘇美と仲が良い。酢豚がなくなると聞いたときには、ひどくショックを受けた。給食アンケートを機に、横関を意識するようになり、告白するがフラれる。だが、後に横関といい感じになっていく。明るく素直だが、『＠人気投票』内で、河辺や堀の内、徳永ら他の女子バレー部員と共に教師の人気投票計画に加担してしまうなど、若干軽率な言動も目立つ。
河辺 彩香（かわべ あやか）
あだ名は「カーベェ」。女子バレー部所属。声が小川蘇美にそっくりで、少しタレ目。普段はおっとりとしていて優しい気質だが、激昂すると恐ろしい面も見せる。作者曰く、2-Bの神田マリと並んで「本作のダークヒロインの一人」。
入学した当初はちんちくりんだったが、やがて性関係が激しくなるうちに、メキメキと女性らしさが増していった。1年生の時に岬勇気と付き合い、処女を捧げるものの長続きせずに破局。その後、3-Bの山際と付き合うも、岬との初体験で処女を失っていたことが原因で行為に及んでいる最中に山際から暴力的な扱いを受けたことに失望し、中村や小川との一件で自宅療養中だった竹地に乗り換え、山際に一方的に別れを切り出してしまう。竹地は今までの相手の中で一番優しいとの事で、その後も二人の関係は良好のようである。男女交際に関しては「かぶっていなければいい」というポリシーを持ち、複数の男性と同時進行で付き合う事さえなければいいと考えている。かつては小学校以来、2-Bの神田マリとは友人だったが、河辺の性関係を機に徐々にすれ違うようになり、最終的には神田が人気投票で山崎を精神的に追い詰めた一件が原因で完全に絶交してしまう。
兄弟がたくさんおり、一番上の姉とは、顔は似ていないが声がそっくり。風俗店に務めている姉を肯定したいという思いからか、性的なモラルがやや乱れており、岬・山際・竹地以外の複数人の男性との経験もある。幼い弟妹が4人おり、貧乏子沢山な一家で、母親からは避妊さえすればなにをやってもいいと放任されている。母も性的には奔放なようで、兄弟のうち彩香までは前夫の子で、そこから下は現夫の子供。一番上の姉は既に家を出ているが、最近は彩香の様子を気にかけて時々帰宅している。
岸 美香（きし みか）
目立たない生徒で、長い髪で顔の半分を隠している事が多い。本編中でも後姿ばかりが映り、最終巻の11巻で初めて顔と内面が描かれた。ロングヘアで、比較的整った容貌をしている。
前年度は1-Bに所属し、二年続けて鈴木先生の受け持ちのクラスにいる。多方面において優れた実力を持っており、二年続けて文化祭演劇の重要な役を演じないかと鈴木先生にもちかけられたりと、鈴木先生に一目置かれている。だが、プレッシャーに耐えられない性格のために注目される事を避け続けている。
ドラマ版では下の名前が「茜」に変更されている。
小菅 小夜子（こすげ さよこ）
桂チカとは幼馴染で仲が良く、母親同士も仲が良い。
過去のいじめにより、引きこもりとなった弟がいる。弟をいじめた子が母子家庭であったため、母親は「母子家庭の子供」を憎むようになっており、母子家庭の子供であるが礼儀正しい桂の姿と自身の偏見とのギャップに長く苦しんだが、後に差別心を和らげた。小菅は母の憎しみを解いてくれた存在としても桂の事をあり難く思っている。
丹沢（たんざわ）
あだ名は「タンタン」。下の名前は不明。太田や梨本と仲が良い。髪型は二つ結びで、前髪を眉の辺りで切り揃えている。『＠夏祭り』で、鈴木先生と吐き気をもよおす麻美を目撃してショックを受け、後に鈴木のできちゃった結婚や性交を巡る考えをクラス全体で議論すべく、『鈴木裁判』を提案する。
ドラマ版では、鈴木に密かな好意を抱いていたという設定が追加されている。
土田（つちだ）
あだ名は「ツッチー」。下の名前は不明。「＠恋の嵐」で中村加奈の背中に突き刺さったコンパスの持ち主。数学教師の宇治先生のファン。
椿（つばき）
耳の後ろで二つ結びをしている。下の名前は不明。樺山から「天然キャラ」と評される素直な性格の持ち主だが、『＠鈴木裁判』では議論の流れに沿わない発言を連発してクラスメイトから諭されるなど、少々感情的で頭が固い一面もある。
徳永（とくなが）
あだ名は「トク」または「ピーポ」。下の名前は不明。ピーポくんに似た鼻が特徴的。女子バレー部所属。
『＠人気投票』にて、樺山や堀の内、河辺などの他の女子バレー部員と共に教師の人気投票計画に加担してしまう。藤山とは幼稚園から小学六年生まで7年間同じクラスで、仲がいい。東小学校出身で、藤山や2-Bの西らが抱えている、東小学校時代の児童会選挙問題についての詳細を知っている。
中村 加奈（なかむら かな）
あだ名は「ナカ」。ブラスバンド部所属で、担当楽器はユーフォニウム。髪型は二つ結び（ドラマ版ではポニーテール）。前年度の1-C時代から入江沙季と仲が良い。お転婆で、口は悪いが、正義感の強い一面を持つ女子のリーダー的存在。明るく、少女らしいエキセントリックな面もまた魅力だとして、クラス内の女子の中では特にモテるタイプだという。男女交際の経験はない。鈴木先生には尊敬以上の感情を抱いていたようであり、白井が彼を批判した際には強い憤りを見せ、麻美との関係を知ったときには激しく動揺していた。『＠恋の嵐』にて蘇美を庇ったことがきっかけで彼女と親交を結ぶが、反対に入江からは嫉妬を買って一時期距離を置かれてしまうものの、最終的には仲直りしている。
梨本（なしもと）
あだ名は「ナシ」または「ナッシー」。下の名前は不明。目のふちの線が描かれない、独特の黒目がちな顔をしている。丹沢・太田らと仲が良い。
新見（にいみ）
あだ名は「ニモ」。下の名前は不明。中村や福田と仲が良い。
福田（ふくだ）
あだ名は「フク」。下の名前は不明。ぽっちゃりした体型で、髪型は二つ結び。白井や野球部の3年生らから恐れられている兄がいる。『＠鈴木裁判』の日に欠席していた。
堀の内（ほりのうち）
あだ名は「ホリ」。下の名前は不明。保健委員で、女子バレー部所属。『＠人気投票』にて、樺山や徳永、河辺らとともに他の女子バレー部員と共に教師の人気投票計画に加担してしまう。物語より1年前より小川と同じクラスに在籍しており、ナイフ事件の際の小川の態度に、同級生ながらも尊敬の念を抱いていた。一時、小川と気まずくなるが、無事仲直りする。
松野 ユキ（まつの ゆき）
両親は共に高齢で、父親は弁護士。両親は「経済的に自立できるまで子供を持ってはいけない」という考えの持ち主で、事業が軌道に乗るまで子供をつくろうとはせず、無理をした高齢出産のために第一子を無事に産むまでに二度流産をしていた。ユキは第二子であり、姉がいる。姉のヨウ子も、かつて鈴木先生の担当するクラスに所属していた。姉妹は顔がそっくりである。
席替えの際に小川蘇美と席が近くなり、それをきっかけに仲が良くなった。「＠生徒会選挙」では出馬した小川の応援責任者となった。

#### 2-Bの生徒
神田 マリ（かんだ マリ）
女子バレー部、演劇部所属で生徒会の役員。文化祭実行委員も兼ねており、幅広く様々な活動をしている。1年生の時は学級委員もしていた。作者曰く、2-Aの河辺彩香と並んで「本作のダークヒロインの一人」。小川蘇美についての物語が一段落した後、二学期前半は彼女の心の動きがメインとなる。
男性嫌悪、色恋嫌悪の面が強く、非常に潔癖な性格の持ち主で、やや同性愛的な傾向があるが、異性から思いを打ち明けられた時は恥じらいを見せており、完全な同性愛者というわけではない。純粋さや無垢さに執着する一方で、そうではないと判断した者たちには徹底的に好戦的に振る舞っており、特に女子生徒相手にも体育会系的なノリで接してくる山崎を憎悪し、彼を吊るし上げる目的で教師たちの『人気投票』アンケートを首謀した他、小川に関する恋愛の噂話を吹聴して彼女を傷付けたこともある。
河辺彩香と仲良しだったが、河辺が男性遍歴を重ねて行くうちに徐々に擦れ違いを見せるようになり、担任の山崎を辱める目的で人気投票騒動を起こしたことが引き金となり、完全に絶交してしまう。また、結果的に山崎先生を辞職に追い込んだ起因者として周囲からの風当たりが強くなる。
しかし、『人気投票』事件後心に深い傷を負った後には、自分を労ってくれた平良や、ある誤解が原因で一時期嫉妬心から激しく憎悪していたものの最終的に和解した鈴木や小川などその他の様々な人の影響で、少しずつ苛烈な性格を軟化させていった。
平良（たいら）
あだ名は「ヒラ」。下の名前は不明。女子バレー部所属。前年度は鈴木が受け持っていた1-Bの生徒であり、彼が担任でなくなった後も鈴木を慕っている。現担任の山崎を嫌っており、バレー部女子によるアンケート阻止の相談を山崎にではなく鈴木に持ちかけた。しかし、山崎を嫌いつつも、一方では彼を吊し上げる行為を否定するなど、最低限の分別を持ち合わせている。
アンケート事件後、河辺との絶交などが原因で心がズタズタになってしまった神田に優しく接してからは、急速に仲が良くなり、自身の嫌悪感に忠実に従い過ぎて問題を起こしていた神田が心を開くきっかけを作り、『＠生徒会選挙』では出馬した神田のポスターイラストを担当するほどになる。
遠野 涼介（とおの りょうすけ）
1巻の初期の版では、所属クラスが2-Cと表記されていたが、誤植であり正確には2-B所属。
2-Aの岬勇気と仲が良い。一歳下の一年生・小堺怜と付き合っている。彼女とは性関係も持っているが、怜が処女ではなかった事に苦しみを感じている。その思いをこらえて良好な関係を続けており、今では付き合い始めてから1年半になる。

#### 2-Cの生徒
大谷 隆司（おおたに りゅうじ）
前年度は小川蘇美と同じ組（1-A）だった。給食袋をナイフで切り裂くという「バタフライナイフ事件」の犯人。後にナイフによる猫殺害事件が発生し、前科があるために周囲から疑いの目を向けられたが、小川によって救われた。初登場は「＠嵐の前夜」での関先生の過去の回想シーンだったが、「＠恋の終わり」で小川に好意を抱くC組男子の一人として再登場した。
ドラマ版では、バタフライナイフ関係のエピソードは2-Aの藤山に移植されており、大谷は登場しない。
木崎 ヒロミ
バレー部所属。ポニーテールだが、眉間にしわを寄せていることが多く、男みたいな顔をしている。複数の部を掛け持ちしているため集中できていない神田マリに嫌味を言ったり、大谷やクラスの男子から意地悪な役が似合いそうと言われている。
坂本 ジュリ
バレー部所属。木崎と一緒にいることが多い。同じくポニーテールで、木崎よりは女の子らしい風貌だが、マリに嫌味を言うなど性格はきつそうで、悪女の役をふられそうになるも、台詞量が多いから無理だと言われる。
立花 リナ
演劇部所属。前髪を横に二つピンで留めている。公園で屯する見知らぬ男性に嫌悪感をあらわにしている。背が高く、演劇部では男性役を務める事もある。
南條 優一（なんじょう ゆういち）
生徒会所属。保坂淳とは親友。普段は真面目だが、仲間相手には偽悪的で、悪ぶった言動をしてしまう悪癖がある。神田マリに思いを寄せているが、上手く伝えられずにいた。
西 和哉（にし かずや）
髪が長めで陰気な雰囲気を漂わせているが、顔立ちは整っており女子のファンもいる。アトピー性皮膚炎を患っており、顔や手腕などに痕がある。
東小学校出身で、親友が同小出身の藤山らと共に不当に児童会選挙に落選した事を今も気に病み続けている。その一件で親友が大きなショックを受けて不登校になったため、「選挙」というシステムに大きな疑問を抱くようになり、立会演説で全校生徒の前で抗議を行うために生徒会選挙に出馬した。結果的に生徒会長に選ばれた。
映画版では登場せず、生徒会選挙のエピソードに関しては2-Aの出水に移植されている。
野方 貴枝（のかた きえ）
文化祭の脚本決めの際に、友人の祭久子の案を通すために、意地の悪いやり方で大谷の脚本を潰した。釣り目気味。いたずら心で悪質な事もやってしまったりと、少々難がある。
保坂 淳（ほさか じゅん）
生徒会所属。南條優一の親友。おちゃらけた性格だが、ちゃかさないと物事を語れないシャイさの裏返しであり、その点は南條と似ている。生徒会会長の望月に恋心を寄せている。
祭 久子（まつり ひさこ）
演劇劇部所属。チャコと呼ばれている。ショートカットで、もみあげの上辺りをピンで留めている。性格はサバサバしていて少々男っぽいところはあるが、思いやりのある一面も見られる。ルックス・氏名から、元numbergirl、現toddle、bloodthirsty butchersのギタリスト、田渕ひさ子がモデルであると思われる。

#### 3年生
白城 マチエ
演劇部部長。同部の水木ユリアの幼馴染で、生徒会長の望月ともまた幼馴染である（水木・望月同士は幼馴染ではない）。
髪をリボンで結び、気品ある美少女然とした容姿。男性的な容姿と言動の水木とは、まるで恋人同士のように振る舞う。演技は、丹念な研究と計算の上に築くタイプで、本能のままに憑依型の演技を見せる才気あふれる水木に対して、少し嫉妬を感じている。
普段は穏やかだが、演技に関しては直情的で、後輩たちが泣きだすほどのしごきを見せたりと怖い面もある。女子たちから熱烈な人気のある続木先生に対して、演技のいろはも知らない者は邪魔だという態度を隠さず露骨に嫌がる態度を見せて遠ざけたりしていた。
山際（やまぎわ）
3-Bの男子生徒。野球部所属。非常に短気な性格だが、本質的には一途で真面目なため、後輩たちから慕われている。
2-1の河辺彩香と付き合っていたが、自分と交際を始めた時には既に彼女が非処女であったことに苦悩するあまりに、行為の最中に乱暴に扱ってしまったため、竹地に乗り換えたのを機に一方的に別れを告げられてしまう。しかし、鈴木の仲裁で、河辺本人の口から、自分の過ちが彼女を心を遠ざけてしまっていたことを知ってからは、その事を深く反省し、今でも河辺に思いを寄せながら、彼女が戻ってきてくれることを願うことにする。
望月（もちづき）
女子生徒。生徒会会長を務めていた。出番は少ないが、才気にあふれカリスマ的な人気があり、後輩たちから好かれていた。
演劇部の白城マチエとは幼馴染で、白城の親友である水木ユリアとも親しい。
水木 ユリア（みずき ユリア）
3-Bの女子生徒。演劇部員。ボーイッシュで男言葉で話し、部では男性役を務める事が多い。
比較的裕福な家の娘で、理系大学に通う次兄は温室で様々な花を育てており、温室の花を毎朝摘んでは、学校でその花を口でくわえたり手でふったりしている。手に持つ花以外にも、替えの花をケースにしまって持参している。
「憑依系演技」を得意とし、激しく役にのめりこんだ上で演技する類まれな才能の持ち主。演劇への造詣が非常に深く、ドストエーフスキイの『ネートチカ・ネズヴァーノヴァ』に特に強烈な思い入れがあり、様々な翻訳を比べ読みしている。
容姿が対照的な、女性らしい美形である幼馴染で親友の白城マチエを恋人のように大切に扱っている。

#### その他生徒
白井 義男（しらい よしお）
昨年度の卒業生で、2年前に鈴木先生が担任したクラスの不良男子生徒。当時から生活指導だった岡田先生によく世話になっており、卒業後も岡田先生に会いに中学校を訪れる。嫌っていたわけではないのだが、鈴木先生に対して「優等生をエコひいきしてオレたち落ちこぼれを差別している」と非難した。ブラスバンド部出身で、トランペットがとても上手いが中3になってからは遊ぶばかりで全然吹かなくなったらしい。
カメ子
『＠教育的指導』に登場した1年の女子。後ろ姿が小川蘇美に似ている。本名は不明。
中村精太
通称マッシュ。1年の時、小川に猫殺しを見破られ、3学期に転校していった。
小堺 怜（こさかい れい）
クラスは1-B。演劇部所属。2-Bの遠野涼介と交際中で、付き合ってから1年半ほど経つ。
特にすれているわけでもなく普通の少女だが、遠野と交際を始める前から非処女だった。その事が遠野の心を傷つけてはいたが、仲は良好。遠野とは秘密交際で、あまり仲をおおっぴらにしていない。
演劇部同学年の女子三名と仲がよく、四人ひとまとまりで行動する事が多い。幼さの目立つ他三人に同調して見せるところが多いが、少し猫をかぶっている部分もある。中学校入学当初は野球部のマネージャーも兼ねていたが、演劇部が忙しいためすぐにフェードアウトした。

### 先生達

#### 2年クラス担任・副担任
続木 護（つづき まもる）
新任の男性教諭で2-Bの副担任。23歳。2年体育の山崎先生の穴埋めとしてやってくる（『＠恋の終わり その2』）。
この作品の舞台である中学の出身者で、大学時代は野球部の指導に来ていた。1年前の教育実習にも、この中学に訪れていた。蘇美が1-Aに転入してきたのは、続木先生の教育実習期間よりも後のため、この時はまだ顔を合わせていない。爽やかな風貌をした整った顔立ちの持ち主であり、男女問わず非常に人気が高い。そのため、鈴木先生からも「サワヤカなのにギリギリでイヤミにならない絶妙のバランス」と評されている。
父親が蘇美の父と同じ会社の同僚だった関係上、かつては同じ社宅に住んでいた経験があり、彼女をちゃん付けで呼ぶほどの親しい関係の幼なじみであった。当時は同じ空手道場に通っており、中学生で段を取っていた続木先生は小1の頃の蘇美を含む幼年部の指導を手伝っていた。
川野 先生（かわの）
2年生の指導主任で、2-Aの副担任。担当教科は英語。いつもメガネをオデコに掛けてる、白髪のベテラン教師。愛煙家であり職員用喫煙室で、鈴木先生と一緒になることが多く、相談に乗ったり、女生徒の生霊(?)についてのアドバイスをしたりしている。
前年度では1-Bの副担任を務め、担任だった桃井先生が不調になってからは担任を務めていた。そのクラスには現2-Aの出水正も所属していた。
山崎 先生（やまざき）
2-Bの元担任の男性教師。あだ名は「山セン」で担当教科は2年体育。マッチョな体型をしている。独身。女子バレー部顧問をしておりジャージ姿でいることが多い。鈴木先生とは職員室の席が隣同士で仲が良く、本編開始前の春休み中に5対5の合コンを開き、鈴木先生と麻美とを引き合わせた。しかし本当は、鈴木とは対照的に恋愛運に恵まれない自らの境遇から、内心では嫉妬の念を抱いていた。
明るい性格で職員たちのムードメーカーであるが、教育者としての自覚に欠けている一面から、同じ体育科の岡田先生とは対照的に生徒からあまり好かれておらず、体育会系的なスキンシップを女子生徒相手にも取ってしまう癖が原因で、女子生徒からはセクハラ教師として忌み嫌われていた。
『＠人気投票』で、ワースト部門1位に選ばれたことにショックのあまりに生徒の前で感情を剥き出しにし、ベスト1位を取った鈴木を呪う言葉を吐きながら教室内を大暴れする騒動を引き起こし、自宅療養になるが、以前から河辺彩香の姉が勤める風俗店に入り浸っていることが発覚して依願退職した。鈴木は、その理由を、蘇美に密かに好意を抱いていたからではないかと推察している。
文化祭において河辺の姉とともに変装して登場するも、神田マリに一瞬で見破られた。
桃井 先生（ももい）
2-B副担任の女性教師。山崎先生の退職後2-Bの担任に昇格した。女子バレー部顧問。本編開始の一年前は生徒への対応を巡って、鈴木先生とよく衝突していたらしい。（回想シーンではヒステリーを起こしていた。）しかし、彼氏が出来た余裕からか、給食アンケートのワープロ打ちを全部引受ける等、協力的になる。鈴木先生が職員室で悩んでいるとき、気分転換にシークァーサードリンクを差し入れるのが、恒例になってきている。精神的な病で廃人となった父と叔母を持ち、自身もそうならないようにと、心理関係の事に詳しく、心理関係の資格を持つ。
ドラマ版では、数学科の教師と設定されている。
岡田 先生（おかだ）
2-Cの副担任。担当教科は体育。男性。左胸に『P』の文字が入っている黒い半袖シャツがトレードマークであり、角刈りで田原俊彦に良く似た精悍な顔つきをしている。
爽やかな感じから、女子生徒にも非常に高い人気があり、鈴木とはその人気を二分しているほどである。後にこの2人の人気を巡って女子バレー部員の間でいさかいが起き、『＠人気投票』における人気投票アンケート騒動の遠因となってしまう。なお、アンケートでは、ベスト部門の第2位を獲得していた。
少なくとも二年前から生活指導を担当しており、白井をはじめとする不良たちからの人望が厚い。「特別な事情を抱えた生徒の影にされがちな普通の子」を重んじる鈴木とは正反対に、「不良や弱者などの特別な子」を重んじる教育観の持ち主で、理解し合えない部分もあるが、互いに大人の態度で良好な関係を築いている。
足子先生に思いを寄せられているが本人はまったくその気がなく、美術教師の槙谷先生に片思いをしている。
TVドラマ版では夏休み前から槙谷先生と交際しているという設定である。

#### 3年クラス担任・副担任
足子 先生（たるこ）
3-Cの担任の女性教師。担当教科は家庭科。演劇部の顧問。授業で避妊の方法（スライド入りでコンドームの付け方迄）を教えていた。最近は岡田先生に対して、一方的に思いを寄せており、印刷室に二人でいた、鈴木先生と桃井先生の仲を勝手に勘違いしたり、岡田先生への冗談を、いじめと取るなど思い込みが激しくなってきている。また、人気が岡田先生を上回ったためか、鈴木先生に何かと冷たい態度を取るようになった。3年生とのスト中に、鈴木先生と対立し孤立したために、ヒステリーを起こし、一時自宅療養をしていた。
ドラマ版では丹沢に鈴木裁判を焚き付けた張本人であり、神田と共に裁判を監視するなど鈴木との対立関係が強調されている。

#### その他の教師
江本 先生（えもと）
竹村健一の様な風貌。職員用喫煙所での鈴木先生の喫煙仲間。ことあるごとに、説教じみた話を始める悪癖があり、生徒のみならず、同僚からも辟易とされている。『＠人気投票』のアンケートでは、ワースト部門2位だったが「オレは大丈夫だよ、確信犯だから!」と気にしていないような素振りを見せる反面、アンケートのコメントに「授業中グチるのやめろ」と書かれていたことには少なからずショックを受けていた。鈴木先生と続木先生を「スズツヅコンビ」と名付ける。
ドラマ版では鈴木や桃井と同じ学年の担当教師という設定で、3-Cの担任を務めている。
関 先生（せき）
鈴木先生と元同僚の女性教諭。小川蘇美が1-Aの時の担任。生徒に迎合するタイプの先生で、1-Aの担任当初は、生徒にとても人気があった。しかし『バタフライナイフ事件』を期に、その人気は下落する。本編開始前の4月に、他校に転属した。現在の学校は地域柄、荒れているらしい。
3年前は、鈴木先生とちょっといい関係だったが、教育方針の違いやそりが合わなかったことから、何となく終わってしまった。麻美と顔のタイプが似ているらしい。
校長 先生
教師たちを監督し、的確な指示出しをする。様々な事件の当事者になった生徒たちの精神状態を心配するなど、模範的な教育者。今のところ名前は不明。
松沢 先生（まつざわ）
中年の女性教師。担当教科は体育で、よくジャージを着ている。山崎先生の穴埋めで、2年女子の体育を受け持つ。
佐野 先生（さの）
保健室の養護教諭。ぽっちゃりした中年女性で、ちょっと派手目の化粧をしている。ヘアバンドを愛用。子持ち。保健室にやってくる様々な生徒の相談に的確なアドバイスを出しており、教育によるストレスを感じて避難してくる鈴木先生の相談相手ともなっている。
宇治 先生（うじ）
担当教科は数学の男性教諭。1-B副担任。白髪・眼鏡着用。中村が、数学で使うコンパスで、怪我をしたことに責任を感じている。おっとりとして礼儀正しく、枯れた感じから女子生徒からの人気が高い。
ドラマ版では未登場で、その役割は桃井先生に取って代わられている。
竹田 先生（たけだ）
中年の女性教諭。授業中に小川を説得しにいった、鈴木先生のフォローに入る。
槙谷 先生（まきや）
女性教師。美術教師。生徒には「マッキー」の愛称で親しまれ、『＠人気投票』ではベスト部門で第3位に選ばれている。ほんわかとした顔立ち。
石垣 先生（いしがき）
男性教師。色付きの眼鏡をしている。英語担当で、1-A担任。
一之谷 先生(いちのや)
女性教師。音楽担当。

### 生徒の家族
出水正の父親
大学の講師をしており専攻は電子工学。鈴木先生に呼ばれて夫婦で来校する(『＠げりみそ』)。
川野先生いわく「非常にできたご両親」で夫婦ともに礼儀正しい。食事の席でのマナーを息子の正に「ここは家畜の餌場じゃない」としつけていた。
鈴木先生の「この問題をクラスで取り上げ話し合うべきか迷っている」という相談に「自由な討論というのは常に最良の道なのでしょうか?」と問題提起をする。
遠野 真名（とおの まな）
遠野涼介の妹。小学4年生。兄の友人である岬勇気と1年間の交際の後、合意の上で肉体関係を持つ。母親にコンドームを発見されてしまい「無理矢理された」と嘘をつく。岬とは紆余曲折の末、交際を正式に認められる。その後、縁日で岬と共に鈴木と対面を果たす。本編連載終了後に掲載された成人後の鈴木の生徒たちの同窓会の回では、岬と正式に婚約したことが触れられている。
遠野涼介・真名の母親
岬勇気と遠野真名の件の話し合いのため来校する(『＠教育的指導』)。はじめはけんもほろろだったが鈴木先生に諭され、当事者を含めた話し合いの席では大人の対応をとる。
河辺彩香の姉
風俗店で働いている。河辺彩香と顔はあまり似ていないが声はそっくり(小川とも声が似ている)らしい。店では山崎先生に何度も指名され、小川の代用にイメージプレイを強要されていた。
竹地の母（たけちのはは）
早退した竹地の様子を電話で知らせてくる（『＠恋の嵐』）。鈴木先生いわく「(電話で話した限りでは)比較的ちゃんとした親御さん」。しかし家庭訪問の日程決めの件で行き違いがあり、激しやすい部分もみせる。高学歴でフルタイムで働いている。

### 学校関係者
正井さん（まさい）
給食室のおばちゃん。給食の酢豚の残し率の高さから「給食だより」にて酢豚の廃止を発表する。仕事には誇りを持っており本当は酢豚の廃止を残念に思うが時流だと諦めている。
安藤（あんどう）
教育委員会の教職員課の男性連絡員。
酒田（さかた）
校内警備員の男性。二十代後半。少々愚痴が多く、懐かしんで中学校を訪れてくるだけの人を軽率に不審者扱いしたりと仕事の様子には粗いところもある。

### その他の人物
若神 亮司（わかがみ りょうじ）
鈴木先生の大学時代の旧友でループタイ仲間の一人。
現在は青楼大学教育学部で講師をしており、研究者の立場から現場の教師たちにエールを送るため『見張りの塔から ずっと』(胡蝶社刊)という本を出版した。その本の第8章の表題は学生時代の鈴木先生が若神に語ったフレーズ。
茂木助教授（もぎ）
鈴木先生が大学4年次に受講した講義、「教育演習II」の担当講師（『＠鈴木裁判』）。講義中に鈴木先生が模擬授業を行った際、鈴木先生に「心の汗」という概念を教える。鈴木先生曰く「十二神将の一人」。

## 備考
- 武富は本作のコンセプトを、主人公にダメな部分があっても学校ではちゃんとした教師になる「変身しないヒーローもの」としている[1]。また、鈴木先生30の技は『仮面ライダーV3』のV3 26の秘密をオマージュし、小川と中村の立ち位置は『仮面ライダー』のダブルライダーをイメージするなど、昭和特撮ヒーローものの要素を組み込んでいる[1]。ドラマ版制作の際は、キャスティングに特撮関係者を希望し、武富自身はそれが影響したのかどうかはわからないとしているが、岡田役の山中聡、秦珠子役の石野真子、小川役の土屋太鳳、中村役の未来穂香など実際に特撮出演経験者が多く参加している[1]。
- 若神亮司の本を出版した『胡蝶社』の名前は作者の同人活動時の個人サークル名からきている。

## 単行本情報
- 武富健治 『鈴木先生』 双葉社〈ACTION COMICS〉、全11巻+1巻
  - 定価：各860円（税込み） 判型：A5判
  - 第1巻（2006年8月11日発売[2]）、ISBN 4-575-94023-2
  - 第2巻（2007年2月28日発売[3]）、ISBN 978-4-575-94068-8
  - 第3巻（2007年7月3日発売[4]）、ISBN 978-4-575-94106-7
  - 第4巻（2008年1月12日発売[5]）、ISBN 978-4-575-94147-0
  - 第5巻（2008年7月11日発売[6]）、ISBN 978-4-575-94181-4
  - 第6巻（2008年11月28日発売[7]）、ISBN 978-4-575-94198-2
  - 第7巻（2009年4月28日発売[8]）、ISBN 978-4-575-94224-8
  - 第8巻（2009年9月28日発売[9]）、ISBN 978-4-575-94244-6
  - 第9巻（2010年2月27日発売[10]）、ISBN 978-4-575-94267-5
  - 第10巻（2010年8月28日発売[11]）、ISBN 978-4-575-94292-7
  - 第11巻（2011年4月28日発売[12]）、ISBN 978-4-575-94315-3
  - 外典(2012年12月12日発売[13])、ISBN 978-4-575-94368-9

## テレビドラマ
テレビ東京系列で2011年4月25日から6月27日まで毎週月曜日22:00 - 22:54（JST）に放送された日本のテレビドラマ。主演は長谷川博己。
長谷川は今作が連続ドラマ初主演。
漫画本編では苗字のみしか明かされていない人物にも、オリジナルの下の名前が与えられている。基本的にストーリーの流れは原作とほぼ同じだが、一部のキャラクターの役割が変更された影響で、ストーリーや人間関係の描写などが一部省略されている。また、実写化における変更の影響で、山際以外の上級生や一部の教諭などドラマに登場しないキャラクターが多い。
キャッチコピーは「誰も正解を教えてくれない、それが学校だ。」。
当初のスタート日時は、同年4月11日を予定していたが、東日本大震災の影響で撮影スケジュールに遅れが生じたため、2週後の4月25日スタートとなった。
視聴率は思わしくなかったが、日本民間放送連盟賞の受賞などの評価を受け、映画化が決定した（詳細は映画を参照）。2013年1月1日には、この映画化に合わせ、特別篇『鈴木先生の結婚報告〜待望の休暇も心の汗が止まらないッ！〜』が放送された。
当ドラマから7年（映画版から5年）後の2018年には、小川蘇美を演じた土屋太鳳と出水正を演じた北村匠海が映画『春待つ僕ら』において再共演、土屋と北村のコンビでTAOTAKを結成。ウカスカジーの『Anniversary』をカバーする。
ドラマから13年（映画版から11年）後の2024年には、鈴木章を演じた長谷川博己と出水正を演じた北村匠海が、TBS日曜劇場『アンチヒーロー』において再共演が実現した。

### キャスト

#### 緋桜山中学教師
- 鈴木章 - 長谷川博己 （幼少期：首藤勇星）：2-A担任 国語
- 山崎潔史 - 山口智充：2-B担任 体育
- 桃井里香 - 田畑智子：2-B副担任 数学
- 江本源三 - 赤堀雅秋：2-C担任 社会
- 岡田征志 - 山中聡：2-C副担任 体育
- 川野達郎 - でんでん：2年指導主任 英語
- 続木護 - 夕輝壽太：体育
- 足子瞳 - 富田靖子：3-B担任 家庭
- 五井正子 - 歌川椎子：3年指導主任 国語
- 槙谷ゆり - 澤山薫：1-B担任 美術
- 石垣健児 - 戸田昌宏：英語
- 松沢先生 - 倉田麻由子：体育
- 幸本先生 - 荒木義彰
- 佐藤先生 - 山口知紗
- 一之谷先生 - 西尾くみこ : 音楽
- 伊福部直孝 - 斉木しげる：校長
- 給食のおばちゃん - 松山尚子、よしのよしこ

#### 鈴木先生周辺の人物
- 秦麻美 - 臼田あさ美（OL・鈴木先生の彼女）
- 宮下ともみ（鈴木先生の10年前の元彼女）
- 林田麻里（元彼女の友人）
- あらいすみれ（鈴木先生の母親）

#### 緋桜山中学生徒
2-A生徒
出席番号順
| - 01 東潤也 - 影山樹生弥 - 02 阿部悠貴 - 内田純→柿澤司 - 03 出水正 - 北村匠海 - 04 入江沙季 - 松本花奈 - 05 太田ルミ - 鈴木米香 - 06 小川蘇美 - 土屋太鳳 - 07 桂チカ - 中西夢乃 - 08 樺山あきら - 三浦透子 - 09 河辺彩香 - 小野花梨 - 10 岸茜 - 澤田優花 - 11 小菅小夜子 - 森野あすか - 12 駒井駿司 - 三宅史 - 13 紺野徹平 - 齋藤隆成 - 14 竹地公彦 - 藤原薫 - 15 丹沢栞 - 馬渕有咲 - 16 土田理沙 - 山口愛 - 17 椿美久 - 安田彩奈 - 18 藤山高志 - 桑代貴明 | - 19 徳永雫 - 吉永アユリ - 20 戸塚尚之 - 伊藤凌 - 21 中村加奈 - 未来穂香 (現: 矢作穂香) - 22 梨本くるみ - 久本愛実 - 23 新見葵 - 福地亜紗美 - 24 野呂光輝 - 小山燿 - 25 長谷部哲 - 中嶋和也 - 26 浜口航太 - 西本銀二郎 - 27 福田千夏 - 鈴木梨花 - 28 堀の内七海 - 松岡茉優 - 29 松野ユキ - 田中明 - 30 岬勇気 - 西井幸人 - 31 本木聡馬 - 中澤耀介 - 32 森大雅 - 米本来輝 - 33 山口克己 - 清水尚弥 - 34 横関康輔 - 岡駿斗 - 35 吉井丈志 - 下山葵 |

他クラス生徒
- 遠野涼介 - 広田亮平
- 神田マリ - 工藤綾乃
- 平良美祝 - 刈谷友衣子
- 山際大成 - 千葉一磨

 旧2-A生徒
- 丸山康子 - 滝澤史
- 増田寛香 - 山谷花純
- 大野豊 - 宮本弘佑
- 佐藤光輝 - 渡部駿太
- 金井まこと - 森大悟

#### 緋桜山中学生徒保護者
2-A保護者 
- 遠野緑 - 手塚理美 （遠野涼介、真名の母親）
- 竹地まゆみ - 濱田マリ（竹地公彦の母親）
- 小木茂光（出水正の父親）
- 星野光代（出水正の母親）
- 赤間麻里子（中村加奈の母親）
- 水崎綾女（河辺彩香の姉）

 旧2-A保護者 
- 桜井聖（丸山康子の父親）
- 児玉ちえ（丸山康子の母親）

#### その他
- 相馬大海（増田寛香の友達）
- 金子海音（増田寛香の友達）
- 近藤真彩（増田寛香の友達）

#### スペシャル
- 秦路行 - 志賀廣太郎（麻美の父）
- 秦珠子 - 石野真子（麻美の母）

### スタッフ
- 脚本 - 古沢良太、岩下悠子
- 監督 - 河合勇人、橋本光二郎、滝本憲吾
- 音楽 - 大友良英
- サウンドコーディネイト - 志田博英
- 技術協力 - オムニバスジャパン
- 美術協力 - アートインプレッション、俳優座劇場、アートワークス
- 照明協力 - 三和プロライト
- 編集・MA - アクティブ・シネ・クラブ
- スタジオ - 日活撮影所
- プロデューサー - 山鹿達也・阿部真士（テレビ東京）、豊島雅郎・竹内文恵（アスミック・エース）、守屋圭一郎（ROBOT）
- 制作協力 - ROBOT
- 制作 - テレビ東京、アスミック・エース
- 制作著作 - 「鈴木先生」製作委員会

### 主題歌
オープニングテーマ
ROCK'A'TRENCH「光射す方へ」（ワーナーミュージック・ジャパン）
エンディングテーマ
馬場俊英「僕が僕であるために」（ワーナーミュージック・ジャパン）

### テレビドラマ版の評価
第49回ギャラクシー賞テレビ部門優秀賞受賞（2012年）、日本民間放送連盟賞テレビドラマ番組部門最優秀賞受賞(2011年)など、内容は高い評価を受けた。
反面、視聴率はあまり思わしくなく21世紀(2001年以降)のゴールデンアワーのテレビドラマでは最低平均視聴率2.16%を記録している。（テレビ放送開始時期の1958年からでは『クリスマスキス〜イブに逢いましょう』(テレビ東京制作、1995年10月から12月に放送)の2.08%であり、「鈴木先生」はワースト2位。）
しかし、書籍でもオフィシャルブックが販売され、配信サイトGYAO!で見逃し配信をしたところの反響はよかった。
放送当時のテレビ東京代表取締役社長・島田昌幸も、定例会見で当作品を含めた同枠ドラマの視聴率が良くないことを認めているが、有料ネット配信やDVDセールスは好調なスタートであるとしており、熱心なファンやマスコミによる高い評価が視聴率に結び付かない現象を地デジ化後に向けて分析する必要があると語っている。なおテレビ東京では、2012年10月4日から木曜3:05（水曜深夜）から放送している『ドラマシリーズ』（通常は『ドラマ24』の再放送枠）において再放送を実施したが、『ドラマシリーズ』における『ドラマ24』以外の作品の再放送は2012年1月から3月までの『ウレロ☆未確認少女』以来となる。

### 受賞一覧
- ギャラクシー賞月間賞(2011年6月)
- 第49回ギャラクシー賞テレビ部門優秀賞（2011年度）
- 平成23年日本民間放送連盟賞 テレビドラマ番組部門最優秀賞受賞(2011年)
- 第38回放送文化基金賞 テレビドラマ番組賞（2012年）[22]

### 放送日程

#### 連続ドラマ
| 各話                                                       | 放送日        | サブタイトル                         | 脚本     | 監督       | 視聴率 |
| ---------------------------------------------------------- | ------------- | ------------------------------------ | -------- | ---------- | ------ |
| LESSON 1                                                   | 2011年4月25日 | 誰も正解を教えてくれない! それが学校 | 古沢良太 | 河合勇人   | 2.6%   |
| LESSON 2                                                   | 2011年5月02日 | 14才優等生の反乱! 給食廃止で教室炎上 | 古沢良太 | 河合勇人   | 1.9%   |
| LESSON 3                                                   | 2011年5月09日 | 人気投票で熱血教師壊れる!            | 岩下悠子 | 橋本光二郎 | 2.5%   |
| LESSON 4                                                   | 2011年5月16日 | 恋の嵐!? 学級委員の自爆告白          | 古沢良太 | 橋本光二郎 | 1.9%   |
| LESSON 5                                                   | 2011年5月23日 | 誰が好きだっていいじゃない           | 古沢良太 | 河合勇人   | 2.4%   |
| LESSON 6                                                   | 2011年5月30日 | 課外授業…愛って何ですか?             | 岩下悠子 | 滝本憲吾   | 1.6%   |
| LESSON 7                                                   | 2011年6月06日 | 届かない心の叫び! 僕が犯した指導ミス | 岩下悠子 | 橋本光二郎 | 2.1%   |
| LESSON 8                                                   | 2011年6月13日 | 夏祭りで事件勃発!生徒にバレた秘密…   | 岩下悠子 | 河合勇人   | 2.0%   |
| LESSON 9                                                   | 2011年6月20日 | デキ婚は罪か!? 生徒35名が教師を裁判! | 古沢良太 | 橋本光二郎 | 1.6%   |
| LESSON 10                                                  | 2011年6月27日 | 光射す未来へ! 教師の告白に涙の教室…  | 古沢良太 | 河合勇人   | 1.8%   |
| 平均視聴率 2.06%（視聴率は関東地区・ビデオリサーチ社調べ） |               |                                      |          |            |        |

#### スペシャル
|      | 放送日       | サブタイトル                                             | 脚本     | 監督     |
| ---- | ------------ | -------------------------------------------------------- | -------- | -------- |
| 補習 | 2013年1月1日 | 鈴木先生の結婚報告〜待望の休暇も心の汗が止まらないッ！〜 | 古沢良太 | 河合勇人 |

| テレビ東京系列 月曜10時枠の連続ドラマ  | テレビ東京系列 月曜10時枠の連続ドラマ | テレビ東京系列 月曜10時枠の連続ドラマ                |
| 前番組                                 | 番組名                                | 次番組                                               |
| -------------------------------------- | ------------------------------------- | ---------------------------------------------------- |
| 最上の命医 （2011年1月10日 - 3月14日） | 鈴木先生 （2011年4月25日 - 6月27日）  | IS〜男でも女でもない性〜 （2011年7月18日 - 9月19日） |

## 劇場版
上記テレビドラマの劇場版として製作され、2013年1月12日に公開された。
映画化については前述のドラマ版の受賞など、内容への高い評価の他、主演の長谷川が『家政婦のミタ』の演技などで注目されてきたことやDVD売り上げが好調であったことにも後押しされた。
映画ではドラマ終了後の2学期を舞台とし、キャストはドラマ版と同一である。長谷川にとっては映画初主演作となる。2012年3月5日より撮影に入り、監督は河合勇人、脚本は古沢良太が担当する。
キャッチコピーは「常識を打ち破れ、世界は変わる」。
ゲスト
主要人物は#キャストを参照。
- 勝野ユウジ - 風間俊介
- 田辺満 - 浜野謙太
- 白井 - 窪田正孝

スタッフ
- 原作 - 武富健治
- 監督 - 河合勇人
- 脚本 - 古沢良太
- 音楽 - 大友良英
- 主題歌 - androp「Rainbows」（unBORDE / ワーナーミュージック・ジャパン）
- 制作プロダクション - ROBOT
- 配給 - 角川書店 / テレビ東京
- 配給協力・宣伝 - ミラクルヴォイス
- 製作 - 映画「鈴木先生」製作委員会（テレビ東京、角川書店、双葉社、ROBOT、電通、ミラクルヴォイス、テレビ大阪、GYAO、ワーナーミュージック・ジャパン）